# اكمة الحمر (العدين)
اكمة الحمر

تعديل مصدري - تعديل

اكمة الحمر محلة تابعة لقرية وادي الغراف، التابعة لعزلة قداس بمديرية العدين إحدى مديريات محافظة إب في الجمهورية اليمنية.، بلغ تعداد سكانها 35 حسب تعداد اليمن لعام 2004.